# Jean-Ricner Bellegarde
Jean-Ricner Bellegarde (Colombes, 27 giugno 1998) è un calciatore francese, centrocampista del Wolverhampton.

## Caratteristiche tecniche
È un centrocampista centrale.

## Carriera

### Club
Cresciuto nel settore giovanile del Lens, ha esordito in prima squadra il 29 luglio 2016 disputando l'incontro di Ligue 2 pareggiato 0-0 contro il Niort.
Il 2 luglio 2019 si è trasferito allo Strasburgo, con cui ha firmato un contratto quadriennale.

### Nazionale
Ha giocato nelle nazionali giovanili francesi Under-19, Under-20 ed Under-21.

## Statistiche
Statistiche aggiornate al 18 agosto 2019.

### Presenze e reti nei club
| Stagione        | Squadra         | Campionato      | Campionato | Campionato | Coppe nazionali | Coppe nazionali | Coppe nazionali | Coppe continentali | Coppe continentali | Coppe continentali | Altre coppe | Altre coppe | Altre coppe | Totale | Totale | Totale |
| Stagione        | Squadra         | Comp            | Pres       | Reti       | Comp            | Pres            | Reti            | Comp               | Pres               | Reti               | Comp        | Pres        | Reti        | Pres   | Reti   |        |
| --------------- | --------------- | --------------- | ---------- | ---------- | --------------- | --------------- | --------------- | ------------------ | ------------------ | ------------------ | ----------- | ----------- | ----------- | ------ | ------ | ------ |
| 2015-2016       | Lens 2          | CFA             | 23         | 0          |                 | -               | -               |                    | -                  | -                  |             | -           | -           | 23     | 0      |        |
| 2016-2017       | Lens 2          | CFA             | 11         | 0          |                 | -               | -               |                    | -                  | -                  |             | -           | -           | 11     | 0      |        |
| 2018-2019       | Lens 2          | N2              | 4          | 0          |                 | -               | -               |                    | -                  | -                  |             | -           | -           | 4      | 0      |        |
| Totale Lens 2   | Totale Lens 2   | Totale Lens 2   | 38         | 0          |                 | -               | -               |                    | -                  | -                  |             | -           | -           | 38     | 0      |        |
| 2016-2017       | Lens            | L2              | 9          | 0          | CF+CdL          | 1+2             | 0               |                    | -                  | -                  |             | -           | -           | 12     | 0      |        |
| 2017-2018       | Lens            | L2              | 25         | 1          | CF+CdL          | 4+2             | 0               |                    | -                  | -                  |             | -           | -           | 31     | 1      |        |
| 2018-2019       | Lens            | L2              | 23+2       | 4+1        | CF+CdL          | 3+2             | 1+0             |                    | -                  | -                  |             | -           | -           | 30     | 6      |        |
| Totale Lens     | Totale Lens     | Totale Lens     | 59         | 6          |                 | 14              | 1               |                    | -                  | -                  |             | -           | -           | 73     | 7      |        |
| 2019-2020       | Strasburgo      | L1              | 3          | 0          | CF+CdL          | 0               | 0               | UEL                | 2                  | 0                  |             | -           | -           | 5      | 0      |        |
| Totale carriera | Totale carriera | Totale carriera | 100        | 6          |                 | 14              | 1               |                    | 2                  | 0                  |             | -           | -           | 116    | 7      |        |